# Collex-Bossy
Collex-Bossy es una comuna suiza del cantón de Ginebra. Limita al noreste con Versoix, al sureste con Genthod, al suroeste, oeste y noroeste con Ferney-Voltaire (FRA-01), Ornex (FRA-01) y Versonnex (FRA-01).
El municipio de Bellevue formó parte de él, hasta su segregación el 1 de julio de 1855.